# Wilhelm-Bracke-Medaille

Wilhelm-Bracke-Medaille

Die Wilhelm-Bracke-Medaille wurde am 29. Mai 1967, anlässlich des 125. Geburtstages des Politikers, Verlegers und Publizisten Wilhelm Bracke (1842–1880), vom Börsenverein der Deutschen Buchhändler in Leipzig gestiftet und von 1968 bis 1989 in der DDR für „vorbildliche Leistungen im Dienste des Buches“ verliehen.
Die Medaille wurde in Bronze, Silber und Gold verliehen, dazu gehörte eine Anstecknadel. Die Medaille konnte sowohl an Einzelpersonen wie an Kollektive von Institutionen verliehen werden. Sie wurde sehr häufig verliehen.

## Preisträger (unvollständig)
- 1968: Deutsche Bibliothek (Gold)
- 1968: Erich Tamm (Silber)[1]
- 1968: Karl Markert[2]
- 1969: Hans Baltzer
- 1969 Johannes Müller (Silber)
- 1970: Zentralinstitut für Bibliothekswesen[3][4]
- 1970: Edeltraud Leithold[5]
- 1971: Günter Caspar[6]
- Mai 1972: Verleihung von 45 Medaillen[7]
- 1973: Irma Tamm (Gold)[1]
- 1973: Helmut Rötzsch (Gold)
- 1976: Hans-Joachim Laabs (Gold)
- 1976: Klaus Höpcke
- Mai 1977: Verleihung von 62 Medaillen[8]
- 1977: Helmut Bähring, Werner Klemke
- 1978: Fred Rodrian[9]
- 1978: Klaus Wittkugel (Gold)
- 1979: Karl-Heinz Müller (Gold)
- 1979 Herbert Greiner-Mai[10]
- 1980: Johann Ambrosius Barth Verlag
- 1980: Hans Zogg (Gold)
- 1981: Hubert Faensen (Gold)[11]
- 1981: Erich Tamm (Gold)[1]
- 1981: Friederike Pondelik (Silber)[12]
- 1982: Allgemeiner Deutscher Nachrichtendienst (Gold)
- 1982: Karl-Heinz Schober (Bronze)
- 1982: Monika Mylius[13]
- 1982: Johanna Marta Ludwig[14]
- Mai 1983: Verleihung von 85 Medaillen[15]
- 1984: Horst Bullan (Gold)
- 1985 Kurt Schadwill[16]
- 1986: Peter Oprecht (Geschäftsführer des schweizerischen Buchhändler- und Verleger-Verbandes in Zürich)[17]
- 1986: Jutta Regine Seidel[18] (Gold und Silber)
- 1987: Dietrich Dorfstecher
- 1988: Heinfried Henniger (Silber)
- 5. Mai 1988: Verleihung von 83 Medaillen[19]
- Mai 1989: Verleihung von 90 Medaillen[20]
- 1989: Erik Simon
- Heinz Hellmis (Grafiker)[21]
- Paul Hockarth[22]
- Max Gittig[23]
- Jürgen Petry[24]
- Ernst Karl Wenig[25]